# Benon
Benon település Franciaországban, Charente-Maritime megyében. Lakosainak száma 1811 fő (2022. január 1.). Benon Bouhet, Courçon, Cram-Chaban, Ferrières, La Grève-sur-Mignon, Le Gué-d’Alleré, La Laigne, Saint-Georges-du-Bois, Saint-Pierre-d’Amilly, Saint-Sauveur-d’Aunis és Vouhé községekkel határos.

## Népesség
A település népességének változása:
| Lakosok száma | 504  | 400  | 426  | 663  | 1467 | 1574 | 1625 | 1679 | 1715 | 1811 |
|               | 1968 | 1982 | 1990 | 2006 | 2013 | 2015 | 2017 | 2019 | 2020 | 2022 |